# Rue du Craetveld
La rue du Craetveld (en néerlandais : Kraatveldstraat) est une rue à la frontière entre la commune de Vilvorde et la section de Neder-Over-Heembeek. Elle relie Neder-Over-Heembeek à Koningslo et Beauval, un quartier francophone de Vilvorde. Elle constitue le prolongement de l'avenue de Versailles et est prolongé par la rue Aerdeberg sur Vilvorde.
Elle a fait parler d'elle, pour avoir plusieurs fois été fermée, à hauteur de la frontière linguistique, la séparant de la rue Aerdeberg par une barrière physique.

## En 2011
Une première fermeture empêchant les Bruxellois de passer de cette rue à la rue Aerdeberg, a eu lieu en 2011 sur décision du bourgmestre de Vilvorde, Marc Van Asch. Certains y voient un problème communautaire d'autre un simple problème de mobilité.
Celle-ci fut finalement rouverte.

## En 2019
En 2019, la rue est à nouveau fermée sous décision du collège par des blocs de béton. Les piétons et cyclistes peuvent néanmoins passer. Une pétition est organisée. Ce contournement oblige à faire un détour soit via la rue Bruyn soit via la chaussée Romaine et le Mutsaard (aussi appelé quartier de la tour japonaise).